# هاياتو ناكاما
هاياتو ناكاما (باليابانية: 仲間 隼斗) (16 مايو 1992 في غونما في اليابان – )؛ هو لاعب كرة قدم ياباني سابق كان يلعب كلاعب وسط.

## وصلات خارجية
- هاياتو ناكاما على موقع رابطة كرة القدم اليابانية للمحترفين (اليابانية)
- هاياتو ناكاما على موقع إي إس بي إن إف سي (الإنجليزية)
- هاياتو ناكاما على موقع قاعدة بيانات كرة القدم.إي يو (الإنجليزية)
- هاياتو ناكاما على موقع Soccerbase.com (لاعب) (الإنجليزية)
- هاياتو ناكاما على موقع Soccerway.com (الإنجليزية)
- هاياتو ناكاما على موقع عالم كرة القدم.نت (الإنجليزية)